# Лалуха, Иван
Иван Лалуха (словац. Ivan Laluha, 20 ноября 1932, Tekovské Lužany, Нитранский край — 21 июля 2025) — словацкий политик, историк и социолог.

## Жизнь и карьера

### Юные годы
Иван Лалуха родился 20 ноября 1932 года в деревне Тековске Лужаны района Левице. Он получил образование в гимназии в Зволене и, как убеждённый коммунист (с 1951 года он был политически активен в Коммунистической партии Словакии), стремился поступить в Московский государственный институт международных отношений. Тем не менее, после того как Лалуха прибыл в Советский Союз в 1951 году, МГИМО временно приостановил приём иностранных абитуриентов, и Лалуха вместе с другими чехословацкими студентами был переведён в Одесский университет, где изучал историю. На четвёртом курсе он перевёлся в Московский государственный университет имени М. В. Ломоносова.  
После окончания университета Лалуха не смог найти работу, поскольку выпускники советских вузов считались находящимися под влиянием реформаторских идей Хрущёва. Тем не менее, благодаря связям отца, он был назначен профессором марксизма-ленинизма в недавно созданном Техническом университете в Зволене. Однако вскоре он ушёл в отставку после того, как начальник его отдела обвинил его в троцкизме.
После ухода из университета он был назначен Коммунистической партией комиссаром для поднятия морального духа рабочих, ремонтирующих железнодорожный туннель в соседней Кремнице. После непродолжительного пребывания в Кремнице ему удалось получить должность профессора в Высшей школе истории и социологии (ныне Братиславском университете экономики и бизнеса), где он продолжал активно работать до конца своей жизни. В 1969 году ему была присуждена докторская степень по социологии в Белградском университете.

### Политическая карьера
Лалуха, который в 1968–1970 годах числился участником заседаний Центрального Комитета Коммунистической партии Словакии, был убеждённым сторонником реформ Пражской весны и близким соратником реформаторского лидера Коммунистической партии Чехословакии Александра Дубчека. После вторжения стран Варшавского договора в Чехословакию он был исключён из партии в 1970 году. 
После Бархатной революции Лалуха стал депутатом Палаты народа Федерального собрания как представитель движения «Общественность против насилия» (ОПН) в феврале 1990 года (избирательный округ № 195 — Кромпахи, Восточно-Словацкий край). Он отстоял свой депутатский мандат на свободных выборах 1990 года. В движении он представлял фракцию бывших коммунистов-реформаторов вокруг Клуба социалистической реконструкции «Obroda» («Возрождение»), будучи в 1990–1992 годах председателем этого клуба в Словакии. После распада организации «Общественность против насилия» весной 1991 года Лалуха остался на стороне Владимира Мечьяра и присоединился к созданному им Движения за демократическую Словакию. 
После распада Чехословакии Лалуха стал депутатом Национального совета Словакии. В 1994 году он вступил в Социал-демократическую партию Словакии, которая не преодолела представительский барьер, в результате чего Лалуха потерял своё место в парламенте. С 1994 года он преподаёт на экономическом факультете Экономического университета в Братиславе и прославился как автор исследований по социальному развитию и качеству жизни. Одновременно он, будучи вице-президентом Общества Александра Дубчека, участвовал в сохранении наследия покойного лидера Пражской весны, в честь которого готовил выставки и памятные издания. 

### Личная жизнь и смерть
Лалуха был женат на враче Ольге Лалуховой. У них было двое детей – дочь Ивана (родилась в 1963 году) и сын Ян (родился в 1969 году). Иван Лалуха умер 21 июля 2025 года в возрасте 92 лет.

## Награды и почести
В 2002 году президент Словакии Рудольф Шустер наградил его орденом Людовита Штура 2-й степени. 